# The Bonfire of the Vanities
The Bonfire of the Vanities, is een film uit 1990 onder regie van Brian De Palma. De film is gebaseerd op het boek van Tom Wolfe, Nederlandse titel: het vreugdevuur der ijdelheden

## Verhaal
Sherman McCoy's populariteit staat op het spel als een rechtszaak tegen zijn vriendin wordt gestart, wanneer zij een man aanrijdt. Sherman kan zich nergens meer vertonen en is nergens meer veilig.

## Rolverdeling
| Acteur           | Personage             |
| ---------------- | --------------------- |
| Tom Hanks        | Sherman McCoy         |
| Bruce Willis     | Peter Fallow          |
| Melanie Griffith | Maria Ruskin          |
| Kim Cattrall     | Judy McCoy            |
| Saul Rubinek     | Jed Kramer            |
| Morgan Freeman   | Rechter Leonard White |
| Kirsten Dunst    | Campbell McCoy        |
| Camryn Manheim   | Poe Picketer          |